# نبرد موهاچ
نبرد موهاچ (به مجاری: mohácsi csata) (به ترکی استانبولی: Mohaç Muharebesi) یکی از پراهمیت‌ترین نبردهای تاریخ اروپای مرکزی بود که در ۲۹ اوت ۱۵۲۶ در جنوب شهر موهاچ در نزدیکی روستایی به نام شاتُرهِی بین ارتش عثمانی به فرماندهی سلطان سلیمان اول و ارتش لایوش دوم، پادشاه مجارستان و بوهم واقع شد. نبرد به پیروزی قطعی ارتش عثمانی منتهی و منجر به سه پاره شدن و از بین رفتن استقلال مجارستان برای چند قرن حتی پس از ترکِ عثمانی‌ها شد.
کاروی کیش‌فالودی شاعر مجار از آن به عنوان «موهاچ! گور بزرگ غرور ملی» یاد کرده‌است.

## پیش‌زمینه

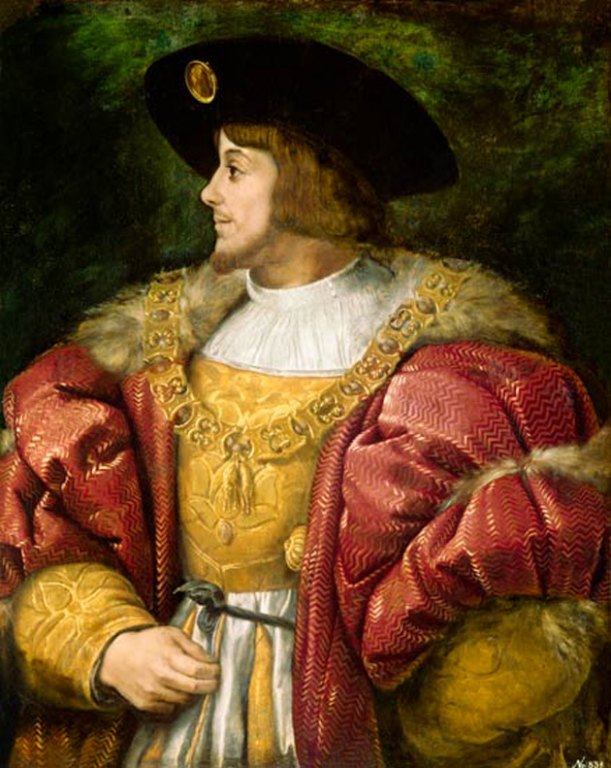
لایوش دوم، شاه مجارستان و بوهم

در دسامبر ۱۵۲۵، سلطان سلیمان و شورای نظامی‌اش تعیین کردند که در سال بعد به مجارستان حمله کنند. این خبر در بهار ۱۵۲۶ درحالی به مجارستان رسید که کشور به دلایلی چند در موقعیت ضعیفی قرار داشت. یک دلیل، نارضایتی عمومی و گسست جامعه بود که باعث از بین رفتن اتحاد سیاسی در برابر حملهٔ ترکان شد. در اوایل قرن شانزدهم در بخش‌هایی از اروپا تنش‌های شدیدی بین کشاورزان و نجبا درگرفت، در مجارستان نیز شورش‌های کشاورزی به رهبری جرج دُژا در سال ۱۵۱۴ به شدت سرکوب شد. همچنین پیش‌تر در سال ۱۵۲۱ ضعف نظامی لشکر مجارستان در محاصرهٔ بلگراد آشکار شده‌بود، زمانی‌که شصت روز نیز برای سررسیدن ارتش شصت‌هزار نفری مجارستان به قلعه و آزادسازی شهر کافی نبود و بلگراد بدون جنگ به‌دست ترکان افتاد. وضعیت سیاسی آن روز از نامه‌هایی که لایوش دوم برای درخواست کمک به برادران همسرش، کارل پنجم و فردیناند آرشیدوک اتریش اتریش و عمویش سیگیسمونت یکم پیر پادشاه لهستان و همین‌طور به پادشاهی فرانسه و جمهوری ونیز نوشته‌است پیداست، که از همهٔ آنها به بهانه‌هایی چون مشکلات داخلی و حتی هم‌پیمانی با دولت عثمانی جواب رد رسید و تمامی وابستگان این دولت‌ها نیز از مجارستان خارج شدند. تنها کلمنت هفتم سفیری با ۲۵٬۰۰۰ فورینت طلا و ۴٬۰۰۰ سرباز به مجارستان فرستاد. لایوش به دلیل نگرانی از حمله ترکان عثمانی پیش‌تر در سال ۱۵۱۷ کشیشی مارونی به نام پترس دو مونت لیبانو را نزد شاه اسماعیل فرستاده بود که به گرمی از او استقبال شد. شاه اسماعیل چندین نامه به دربار لایوش فرستاد که اطلاعی از آنها در دست نیست. یکی از این نامه‌ها که ترجمهٔ لاتینِ آن در اختیار است، در ۱۵۲۳ به دست لایوش رسید و در آن عبارت «چندین بار برای شما نامه داده‌ایم» به چشم می‌خورد. در آن شاه، لایوش را از خطر عثمانی و خالی شدن اروپا از مسیحیان آگاه داشته و پیشنهاد هرگونه کمکی از جمله نظامی می‌دهد. همچنین شاه اسماعیل نامه‌ای خطاب به کارل پنجم به پتروس داد. جواب این نامه در ۲۵ اوت ۱۵۲۵ زمانی به دربار صفوی رسید که شاه دیگر در قید حیات نبود.
در آوریل ۱۵۲۶ نشست مجلس لایوش در حالی برگزار شد که سلیمان با لشکرش از استانبول به جنوب مجارستان در حرکت بودند.

## نبرد

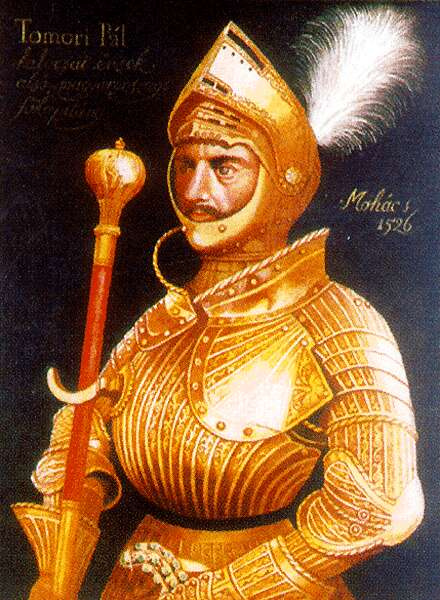
پال توموری، یکی از فرماندهان نبرد موهاچ

بیستم ژوئیه، لایوش با لشکری کوچک به آهستگی از بودا به سمت تولنا حرکت کرد، آهسته به این دلیل که باقی نفرات نیز برسند، در اِرد و تولنا نیز توقفی طولانی داشت. ار آنجا قصد داشت به جنوب، به موهاچ برود. ارتش سلیمان به فرماندهی ابراهیم پاشا با حدود ۵۰٬۰۰۰ نیرو به سمت شمال در حرکت بودند. در مسیرشان، پِتِرواراد (اکنون صربستان) را با تلفات کمی تصرف کردند. پال توموری، اسقف اعظم کالوچا و یکی از فرماندهان ارتش مجارستان با خبر گرفتن از حرکت شاه، از دانوب عبور کرد و به سوی او روانه شد. آنها می‌خواستند محل تلاقی دانوب و دراوا، در نزدیکی اوسییک را که محلی استراتژیک بود حفظ کنند ولی دیگر دیر شده بود و ارتش سلیمان به فرماندهی ابراهیم پاشا از دراوا رد شده و به سمت موهاچ در حرکت بود. در نهایت توموری موفق شد با چند زد و خورد کوچک و بزرگ به لشکر اصلی در موهاچ بپیوندد. یانوش ساپویایی دهم اوت در توردا در ترانسیلوانیا خیمه زده بود و گفته می‌شود که با خبرهای ضد و نقیضی که دریافت کرد، حتی اگر هم به اردوی شاه حرکت کرده‌بود، زمان لازم برای رسیدن به نبرد را نمی‌داشت. برادر کوچک او جرج ساپویایی به جایش در کنار توموری قرارگرفت. آخر حساب، تعداد نفرات لایوش در موهاچ به حدود ۲۵٬۰۰۰ نفر می‌رسید، که گفته می‌شود باید حداقل ۶۰٬۰۰۰ نفر می‌بود تا بتواند مقابل ارتش عثمانی مقاومت کند. در ۲۹ام اوت، بعد ازظهر دو لشکر رو به روی هم قرار گرفته بودند. سپاه لایوش در دو صف خط کشیدند، در پشت سوار نظام سنگین به همراه حدود ده تا دوازده هزار پیاده در جلو به فرماندهی پال توموری و جرج ساپویایی در راست و چپ. لایوش هم به همراه هزار نفر از نزدیکانش فرماندهی لشکر سواره را بر عهده داشت. گاشپار راشکایی و گروهی سواره مسئول حفظ جان پادشاه بودند. برای جبران برتری ارتش عثمانی به لحاظ نفرات، ارتش مجار صفی طولانی تشکیل داد. در شروع نبرد توموری، راشکایی را از جناح راست به طرف بالی، بیگِ روم‌ایلی فرستاد و شاه در پشت ماند. این سرآغاز جنگ موفقیت‌آمیز بود و به سپاه روم‌ایلیایی خسارت سنگینی وارد شد. به نظر می‌رسید که سپاه مجار در حال پیشروی است. اما سپاه آناتولی از پشت وارد شد و با حمله از جانب چپ جلوی پیشروی آنها را گرفت. در این هنگام جناح چپ ارتش مجار به میانهٔ نبردگاه در تیررس سپاه ینی‌چری و توپها رسید و صدمهٔ سنگینی دید. نبرد در روبروی توپها به درازا کشید و پیاده‌نظام از جمله نیروهای خارجی هیچ امکانی برای فرار نداشتند و تا آخرین لحظه جنگیدند. در نبرد، هفت اسقف از جمله پال توموری و ۲۸ فرماندهٔ دیگر کشته شدند. لایوش نیز در باران فرار کرد و گفته می‌شود که در نهری فروافتاد و غرق شد. پس از پیروزی در نبرد، سلیمان پیش به‌سوی بودا گذاشت که ساکنانِ آن و ملکه پیش‌تر از آنجا به پوژونْی فرار کرده بودند. ترکان بودا را به آتش کشیدند و در ۱۲ اکتبر مجارستان را ترک کردند ولی پیش از آن نواحی فرادانوب و میان دانوب-تیسا را به نابودی کشاندند.

## پیامد
جدی‌ترین تأثیر سیاسی شکست در نبرد، تقسیم پادشاهی مجارستان به سه بخش بود که نه فقط به دوره حضور عثمانی محدود شد. شکل‌گیری یک سلسله جداگانه در ترانسیلوانی، که به یک حکومت خودمختار و متعهد به امپراتوری عثمانی تبدیل شد، پیامدهای پایداری برای آینده این منطقه داشت و خبر از روزی می‌داد که این منطقه دیگر بخشی از مجارستان نخواهد بود. هابسبورگ‌ها پس از بیرون‌کردن ترکان عثمانی از اروپای مرکزی، ترانسیلوانی را به عنوان واحد اداری جداگانه‌ای از امپراتوری خود حفظ کردند. اگرچه ترانسیلوانی در اواخر قرن نوزده‌ام با مجارستان دوباره یکپارچه شد ولی بعد از جنگ جهانی اول صلح‌آوران برای منزوی کردن مجارستان، این منطقه را جدا کرده و به متحد پیشین خود یعنی پادشاهی رومانی بخشیدند. در زمان زمامداری عثمانی نیز، تقسیم مجارستان عواقبی داشت که فراتر از تنها سه قلمرو اداری متمایز بود. این‌مرزبندی‌ها منجر به تقسیم جامعه به دو اردوی غیرقابل انکار شد: یکی مخالفان با توسعه و نفوذ عثمانی بدون کمک خارجی بودند، که به این ترتیب آزادی کمی که ملت به‌دست آورده‌بود، به خطر می‌افتاد؛ در طرف دیگر ولی اشراف‌زادگان مجاری حضور داشتند، که به این نتیجه رسیده‌بودند که مبارزه با ترکها نمی‌تواند بدون کمک خارجی از جمله قدرترین آنها، هابسبورگ انجام شود. در نهایت امر کمک از هابسبورگ محقق شد ولی منجر به از دست دادن بخش‌های زیادی از حاکمیت مجارستان شد که از اشغال بلند مدت عثمانی رهایی یافته بود. نزاع بین این دو اردو، طولانی، تلخ و توأمان با جنگ داخلی بوده‌است. این کشمکش‌ها با اصلاحات دینی در سراسر اروپا گسترش یافت و به جنگی مذهبی مبدل شد. حامیان «ایده هابسبورگ» تمایل به کلیسای کاتولیک داشتند، در حالی که مخالفان آنها، به ویژه در قرن هفدهم، عمدتاً پروتستان بودند. عدم اطمینان و نفرت بین اعضای این دو گروه پس از پایان حکومت عثمانی برای مدت طولانی در تمامی حوضه پانونی ادامه پیدا کرد.

## میراث

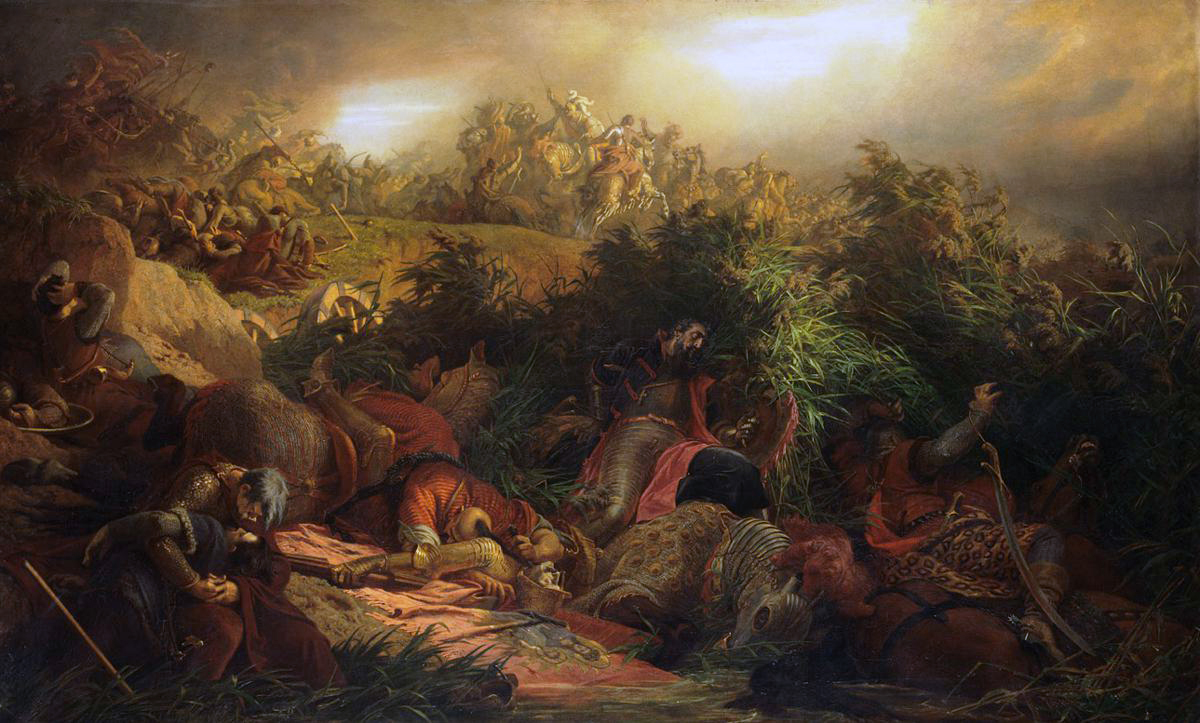
نبرد موهاچ اثر برتالان سکی

پایان تراژیک نبرد موهاچ سوژهٔ آثار هنری بسیاری شده‌است. یکی از معرفترین شعرها از یانوش آرانی است: «در موهاچ بیشتر از دست رفت!» که در آن سوارکاری یک به یک از دست رفته‌هایش را برمی‌شمارد. همچنین صحنهٔ نبرد و مرگ لایوش نیز سوژه تابلوهای نقاشی بوده‌است.
در سال ۱۹۷۶ پارک یادبودی در نزدیکی روستای شاترهی در نبردگاه برپا شده‌است.

### نبرد در مینیاتورهای عثمانی

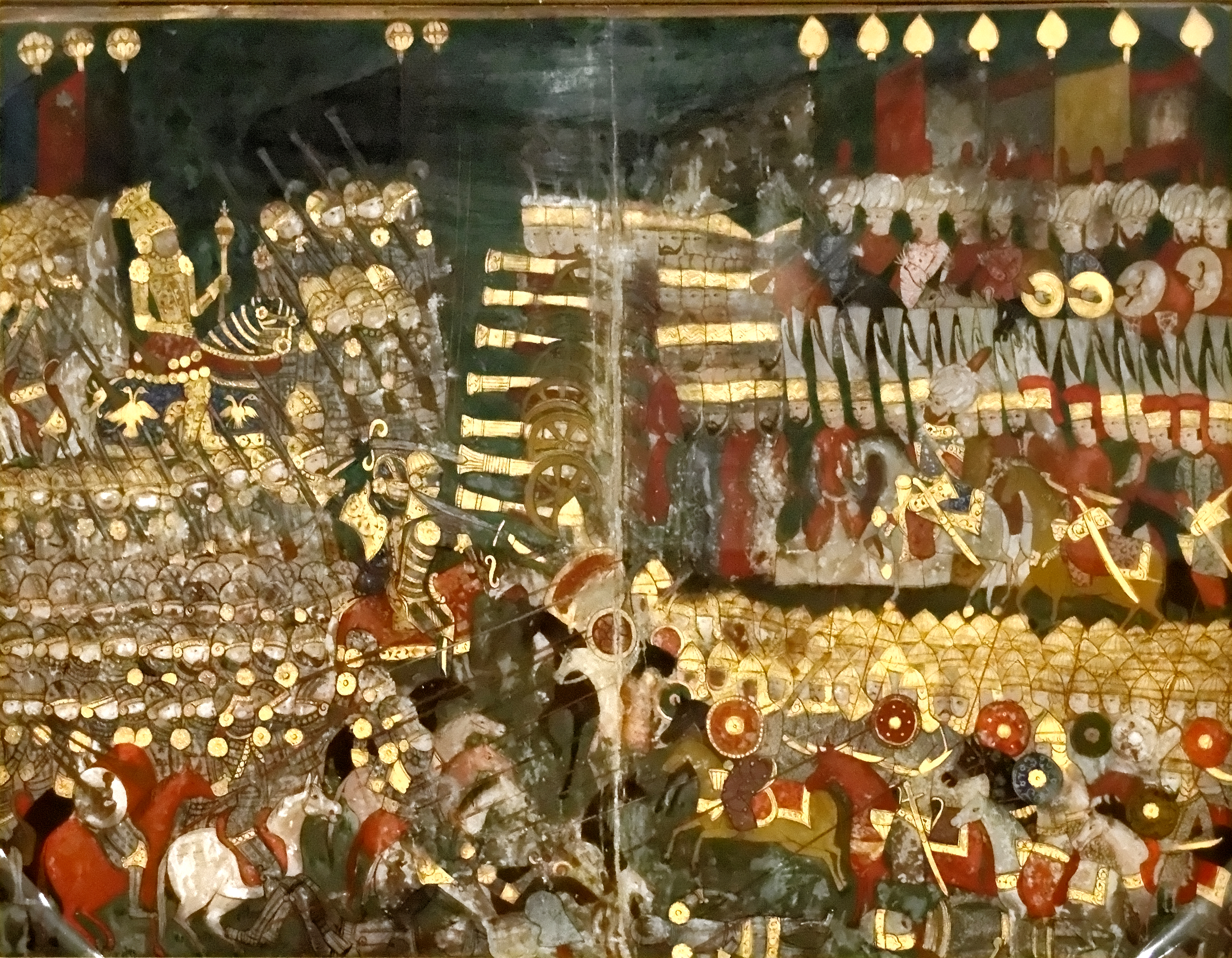
نبرد موهاچ در یک مینیاتور عثمانی
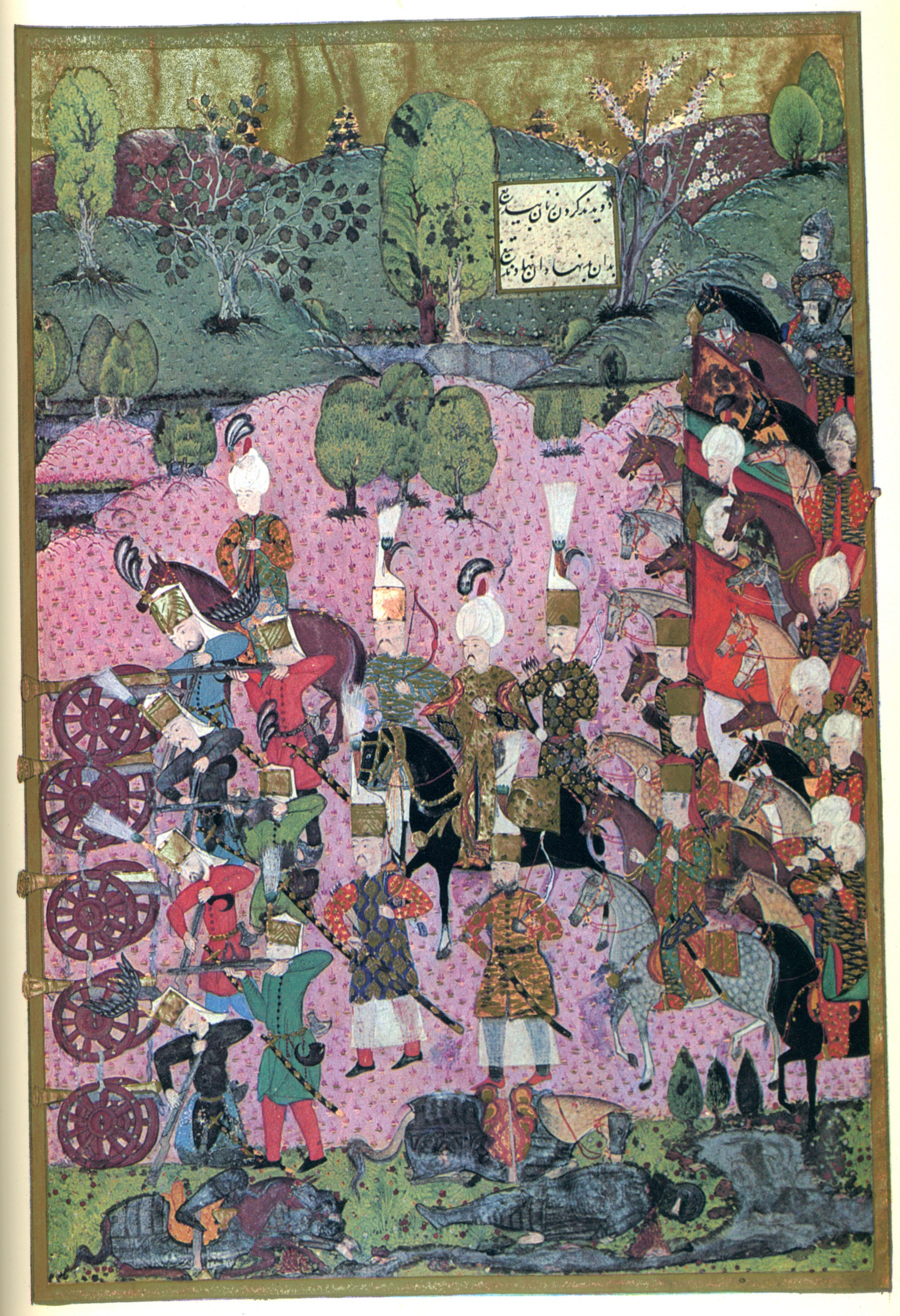
مینیاتور عثمانی: دویدند گردن‌زنان بی‌دریغ بدان بدنهادان نهادند تیغ
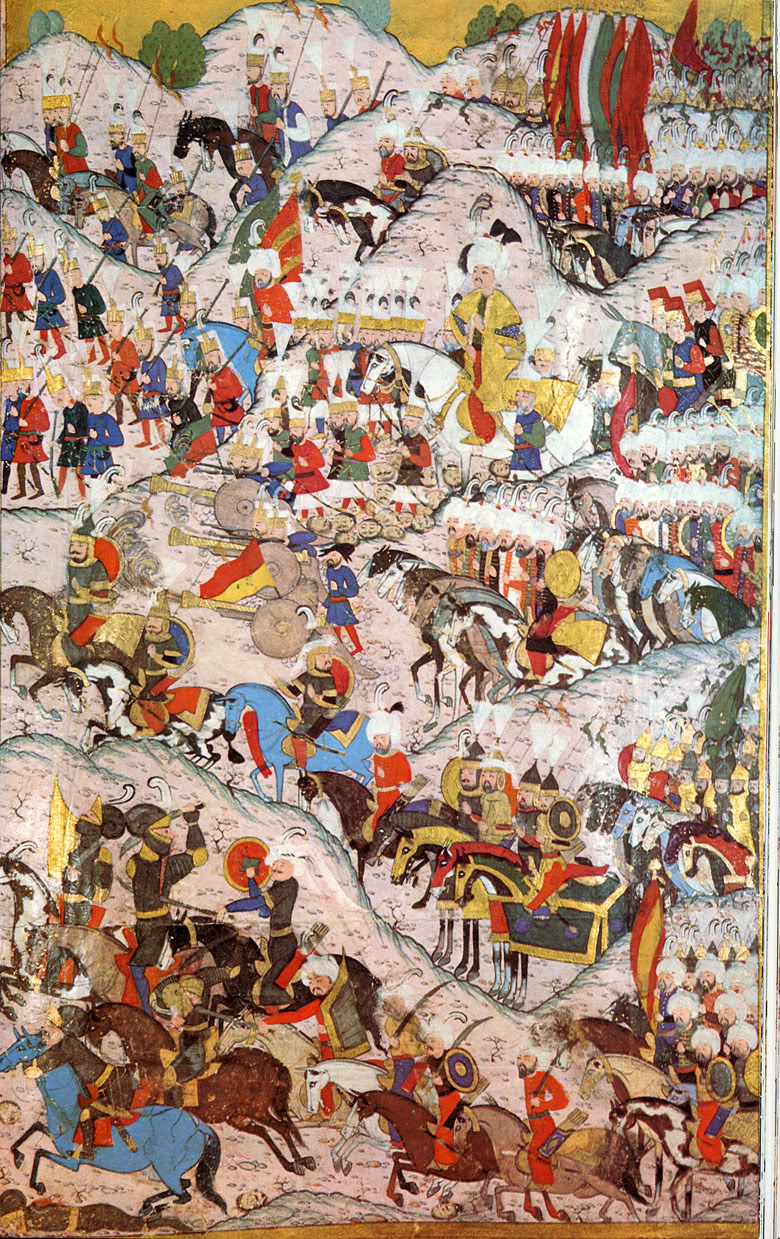
هنرنامه اثر لقمان - ۱۵۸۸